# Brian Part
Brian Part, né le 24 mars 1962 à Los Angeles, Californie, est un acteur américain.

## Biographie
Il est surtout connu pour son rôle de Carl Sanderson Edwards, dans la série La Petite Maison dans la prairie.
Il forme maintenant avec sa femme, Melody Part, un duo musical.

## Filmographie
Sauf indication contraire, les informations mentionnées dans cette section peuvent être confirmées par la base de données cinématographiques IMDb,  présente dans la section « Liens externes ».

### Cinéma
- 1976 : Birch Interval de Delbert Mann : Samuel
- 1978 : Les Visiteurs d'un autre monde (Return from Witch Mountain) de John Hough : Goon #1
- 1983 : Le retour de Max Dugan (en) (Max Dugan Returns) de Herbert Ross : Kevin Costello

### Télévision

#### Séries télévisées
- 1975 : Lucas Tanner (en) : Brad Hailey (saison 1, épisode 16)
- 1975 : ABC Afterschool Special : Dugger (saison 3, épisode 7)
- 1975 : La Famille des collines (The Waltons) : Melvin Graddy (saison 4, épisode 4)
- 1975-1977 : La Petite Maison dans la prairie (Little House on the Prairie) : Carl Sanderson Edwards (18 épisodes)
- 1979 : Project U.F.O. (en) : Sam Robbins (saison 2, épisode 11 : non crédité)
- 1981 : Huit, ça suffit ! (Eight Is Enough) : un ami (saison 5, épisode 13)
- 1981 : Côte Ouest (Knots Landing) : Jamie (saison 2, épisode 15)